# Giacomo Filippo Parodi
Giacomo Filippo Parodi (Génova, 1630 - Génova , 1702), fue un escultor italiano del siglo XVII,  considerado uno de los más refinados escultores del barroco italiano, en especial del barroco genovés.
Máximo representante de una larga familia de artistas, hizo su aprendizaje en Roma, como asistente de Bernini y donde entró en contacto con Alessandro Algardi. Al regresar a su ciudad natal, recibió multitud de encargos de la aristocracia genovesa.
Sus obras constituirán todo un referente para escultores europeos posteriores, como el marsellés Antoine Duparc.

## Biografía

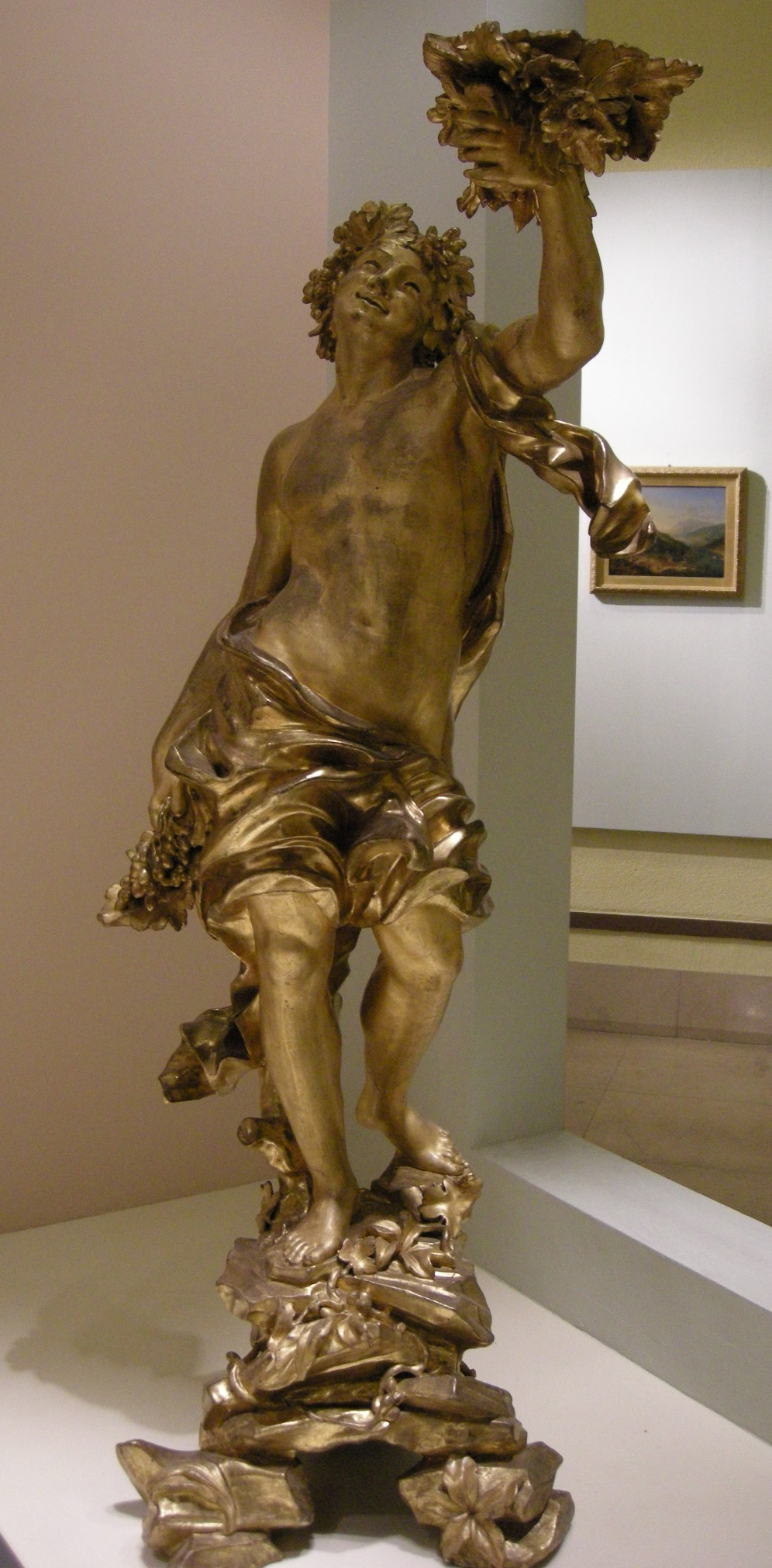
Angelo reggicandelabro (1667-1677), de Giacomo Filippo Parodi

Giacomo Filippo Parodi nacido en Génova en una familia de tallistas y escultores, de joven comenzó su actividad como tallador de madera, formándose en el taller de un carpintero, logrando de inmediato un discreto éxito. El ya famoso pintor Domenico Piola le procuró numerosos clientes entre los nobles genoveses y, al comprobar su talento, le instó a dedicarse de manera decidida a la escultura. Apoyado económicamente por una hermana, fue a Roma, donde se convirtió en alumno y luego asistente de Bernini, y donde permaneció algunos años (1655–1661). También parece haber sido influido por Algardi y su pupilo Ercole Ferrata.
De vuelta en su ciudad natal en 1667, alcanzó la cima de la fama como tallador, planificando y ejecutando prestigiosas obras como la decoración de la nave Paradiso y el carruaje para la boda entre Anna Pamphilj y Giovanni Andrea III Doria, así como también marcos, consolas y estatuas de madera excepcionales por su invención y modelado.
Pudo admirar las obras del escultor francés Pierre Puget, a quien conoció ya que residió y trabajó en Génova desde 1661 hasta 1668, lo que tuvo una gran influencia en su estilo.  A pesar de la edad ya avanzada, en ese período Filippo Parodi abandonó gradualmente la escultura en madera para pasar al mármol, donde se estableció con varias obras, que le dieron gran fama, como la  Madonna del Carmine  para la iglesia de los Santos Vittore e Carlo y un Éxtasis de Santa Marta para la iglesia de Santa Marta. Encontró un mecenas en Francesco Maria Sauli, quien le financió una nueva estadía en Roma, en 1672, donde refinó sus ya notables habilidades como escultor para la construcción de la colosal estatua de San Giovanni Battista  para la basílica de Santa Maria Assunta de Carignano, que se sumará a las famosas realizaciones de Puget en el mismo templo.  La inspiración de Bernini es evidente tanto en la impostación de la figura como en la representación de las carnes y de los diversos elementos naturales, desde los vegetales hasta las pieles, combinados virtuosamente.  Pronto se estableció como el principal escultor de la Génova barroca, después de la partida del artista francés, con un importante taller.
Realizó muchas otras obras encargadas por familias nobles genovesas;  entre ellas, la estatua de la Virgen con ángeles en la iglesia de S. Luca, adornos de mármol para el jardín del Palazzo Brignole en la strada nuova, la actual Via Garibaldi y la gran estatua de Ercole con i pomi delle esperidi  para Ottavio Sauli en el Palazzo De Mari, antes Imperiale en Campetto. Se nota aquí un atento estudio de la estatuaria antigua, el rostro, en particular, desciende de la retratística romana. 
En 1679, por encargo de Eugenio Durazzo , realizó algunas esculturas para el palacio Balbi Durazzo (ahora conocido como palacio Real), en Génova;  una de tema religioso (Cristo alla Colonna), para la capilla privada, y algunas figuras mitológicas (la Metamorfosis de Ovidio: Venus, Clizia, Adonis y Jacinto) para el jardín. Las estatuas son emotivas y, a menudo, ingeniosas modificaciones de esculturas de Bernini. También esculpió cuatro grandes estatuas de los santos Taddeo, Mattia, Filippo y Marco para la iglesia italiana en Lisboa (la estatua de San Marcos fue destruida por el terremoto que azotó la capital portuguesa en 1755).
Su fama fue más allá de las fronteras de Liguria y fue llamado por primera vez a Venecia , donde esculpió mármol y estuco en el monumento conmemorativo del patriarca Gianfrancesco Morosini en la iglesia de S. Nicolò, llamada de los Tolentini (1678) y luego a Padua, donde erigió la capilla absidial de la derecha de la basílica Santa Justina de Padua, asegurándose la totalidad de la decoración y de las estatuas en torno de la Pietà y realizó una escultura que representa la Deposizione  con la Virgen Madre, santa María Magdalena y san Juan, considerada su obra maestra.  También en Padua esculpió el Monumento ad Orazio Secco, el gran coro de madera en la Catedral
En 1691 se estableció en Padua, donde él y su taller fueron los responsables de las seis esculturas de mármol blanco de los santos y una en mármol policromado que representa S. Antonio in gloria (1689-1697) en el escenario pleno de mármol policromado de la Cappella del Tesoro en la basílica de San Antonio de Padua. La cornisa está repleta de ángeles festivos por un  stuccador de Lugano, Pietro Roncaioli.
En los últimos años, todavía produjo en Génova muchas otras estatuas, monumentos funerarios, fuentes, bustos, que adornaban iglesias y palacios.
Murió en 1702 y fue enterrado en la iglesia de S. Teodoro. 
El Soprani lo describe como «piccolo di statura, di viso rotondo, e ben colorito» [pequeño de estatura, de cara redonda, y bien colorado]. 
Parodi también trabajó con Giacomo Antonio Ponsonelli (1654-1735) un escultor italiano del barroco tardío que también era su yerno. Otros alumnos de Parodi fueron Andrea Brustolon, Francesco Biggi, Domenico Garibaldo, Francesco Bonanni, los hermanos Francesco y Bernardo Schiaffino y sobre todo Angelo De Rossi, quien en algunas de sus obras pudo igualar al maestro.
El hijo de Parodi, Domenico Parodi (1672–1742), fue un pintor de algún mérito, inicialmente aprendiz de Sebastiano Bombelli, y luego, a principios de la década de 1690, trabajó en los estudios de Carlo Maratta. y luego alumno Paolo Girolamo Piola, heredó el taller de su padre en el momento de la muerte, el mayor de Génova, y lo llevó adelante con la ayuda de Biggi.

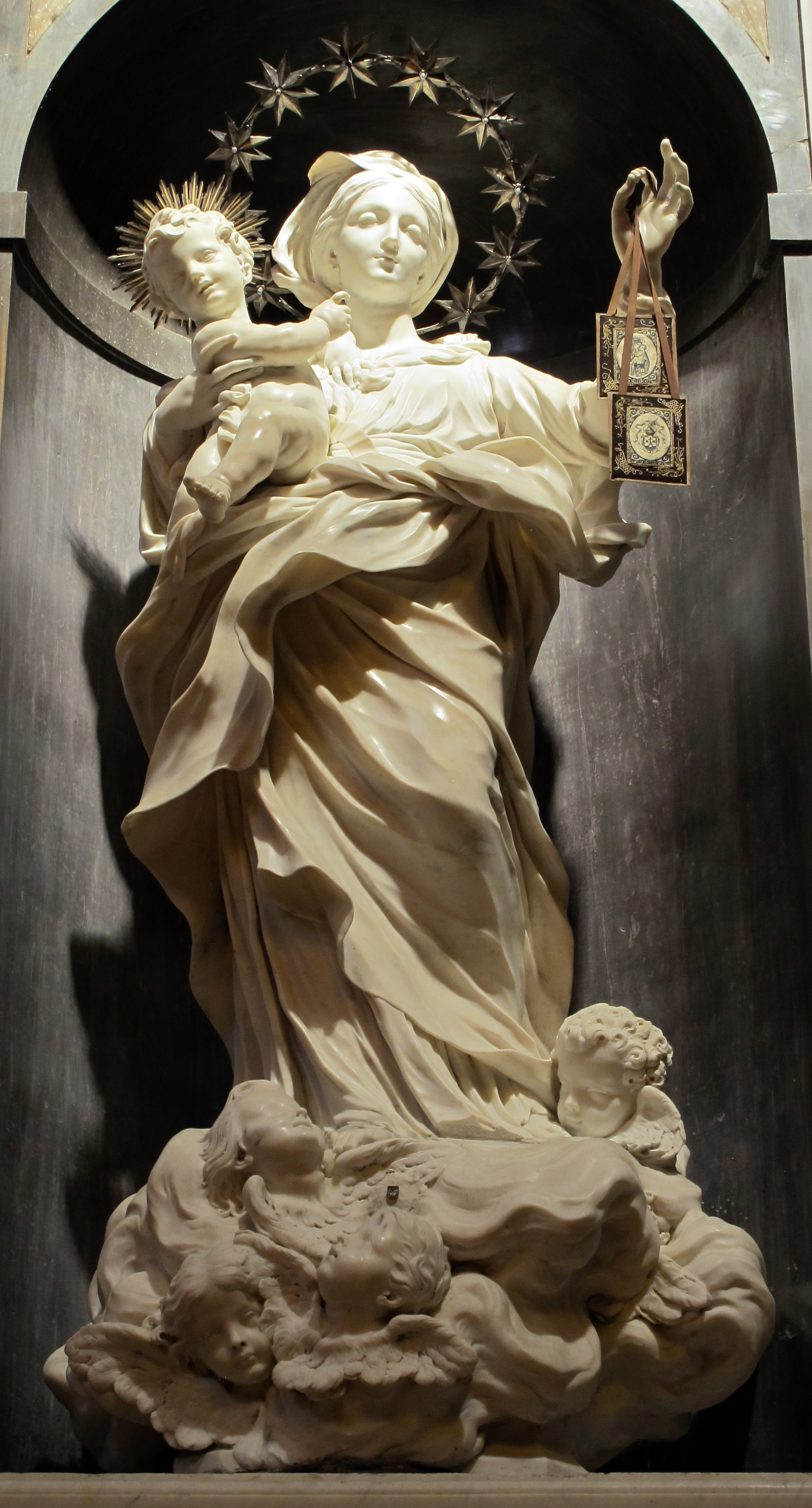
Madonna del Carmine (1680), iglesia de los Santos Vittore e Carlo  en Génova
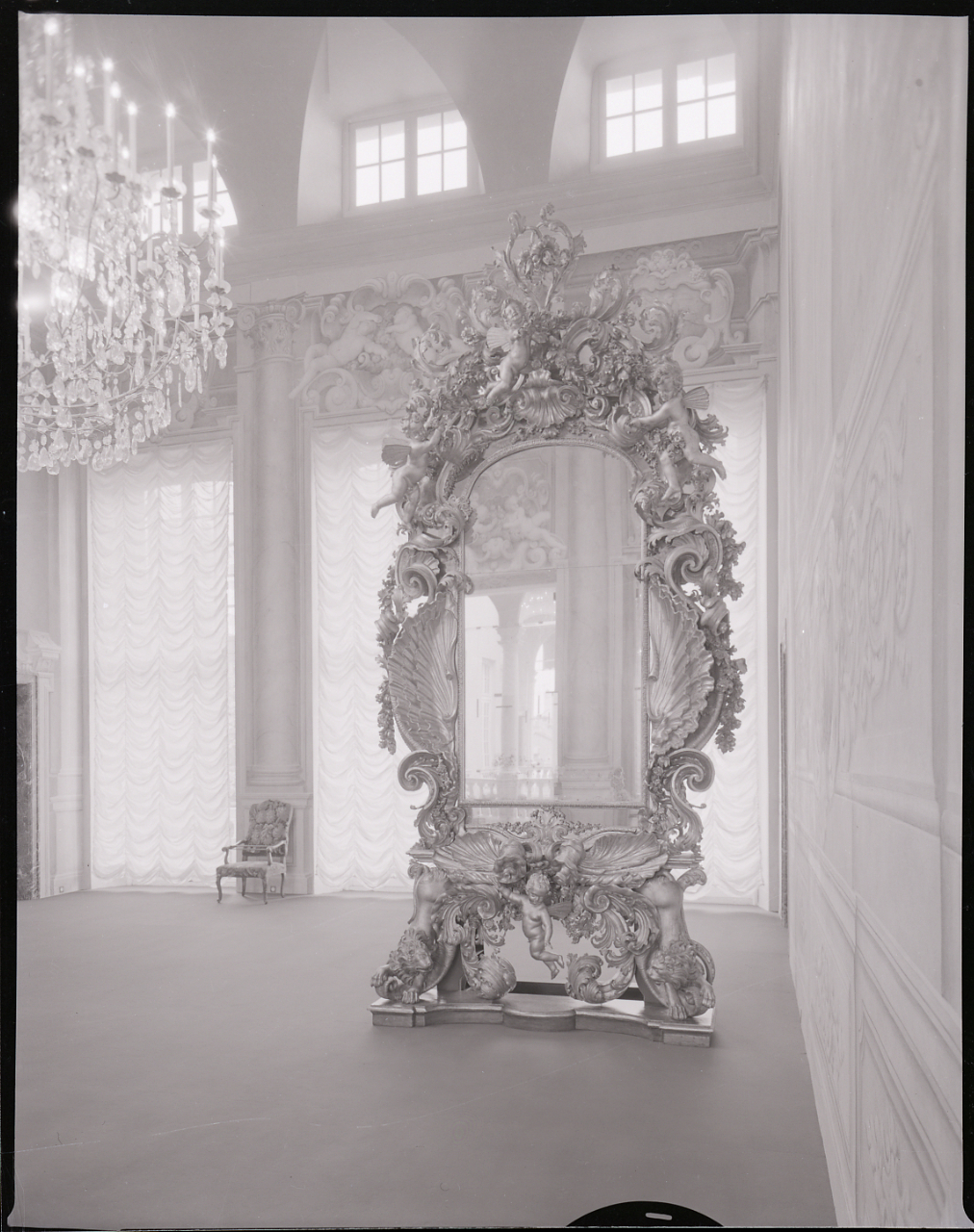
Specchiera Brignole, Palazzo Rosso, en Génova
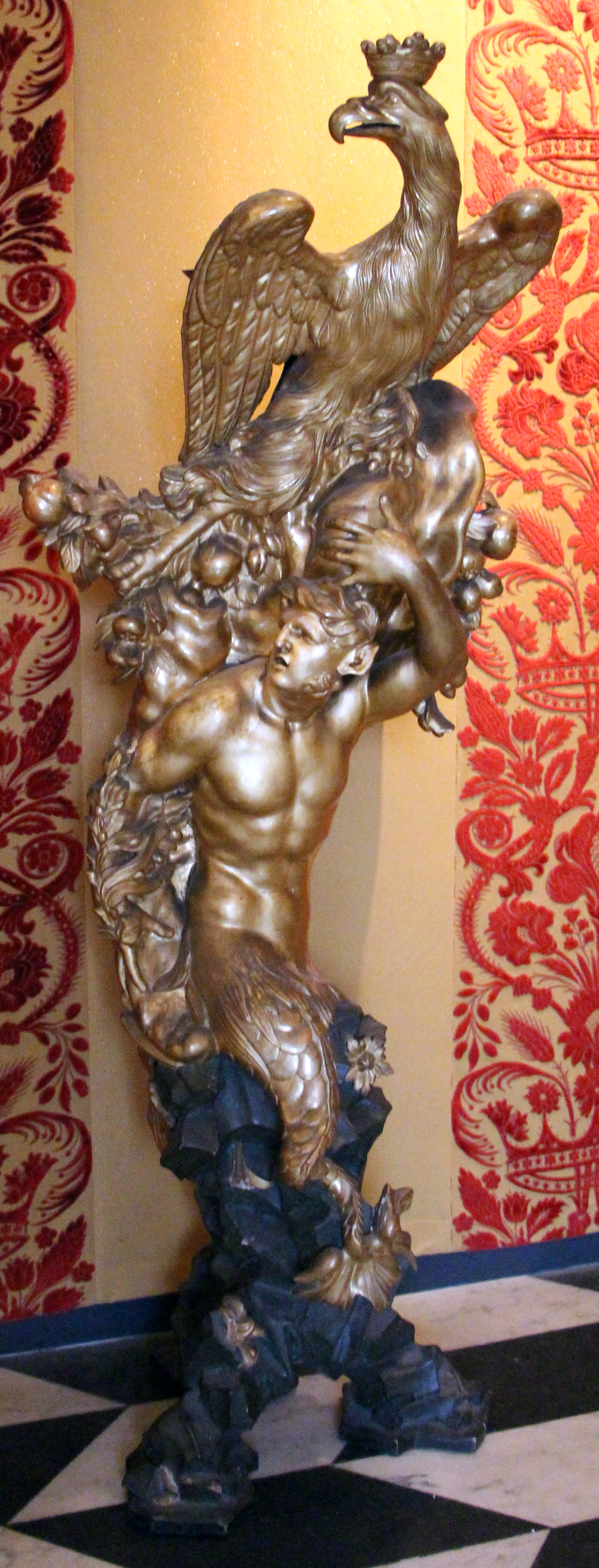
Reggitorciera con tritone che regge l'aquila Doria, Villa del Principe (Génova)
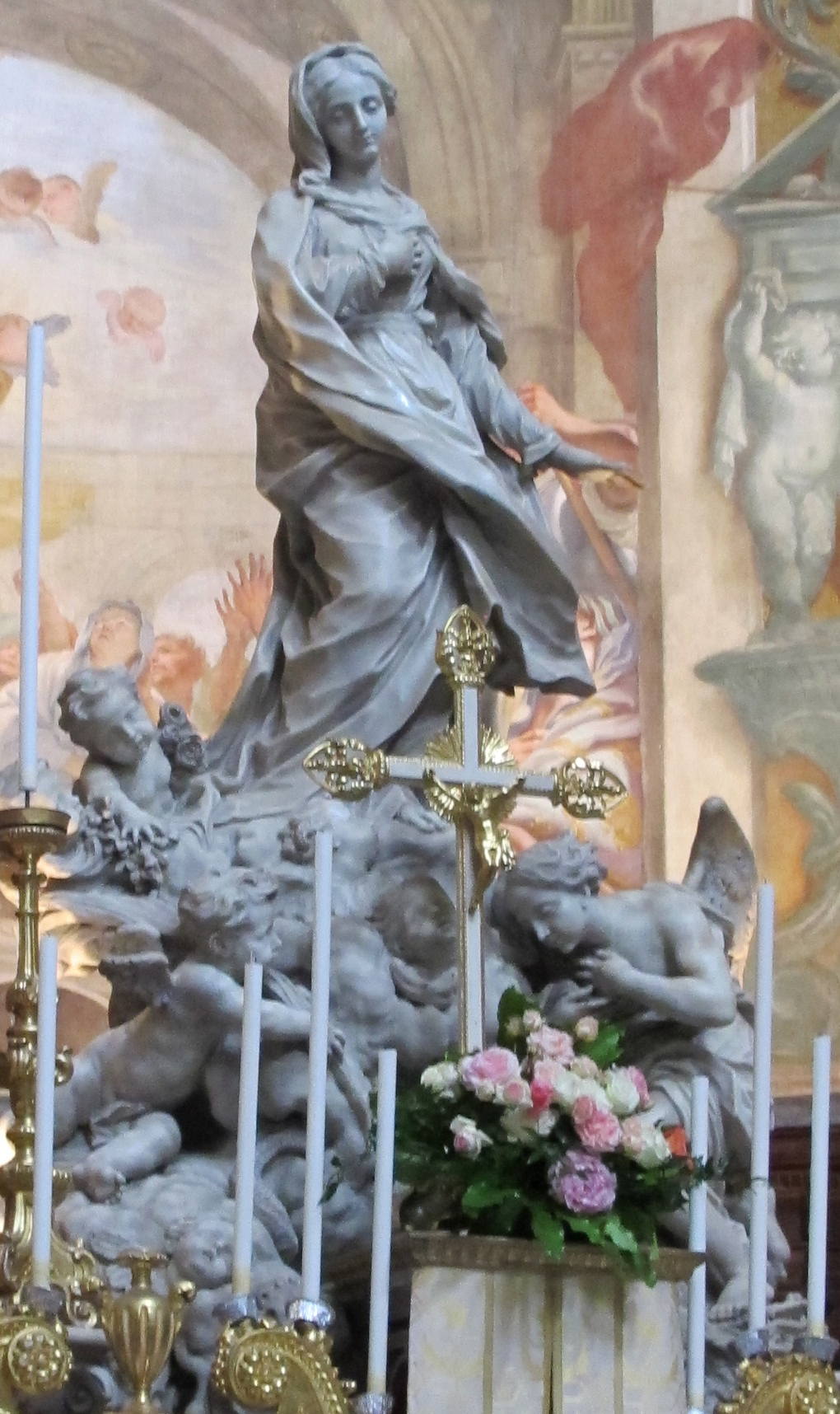
Immacolata, iglesia de San Luca (Génova)
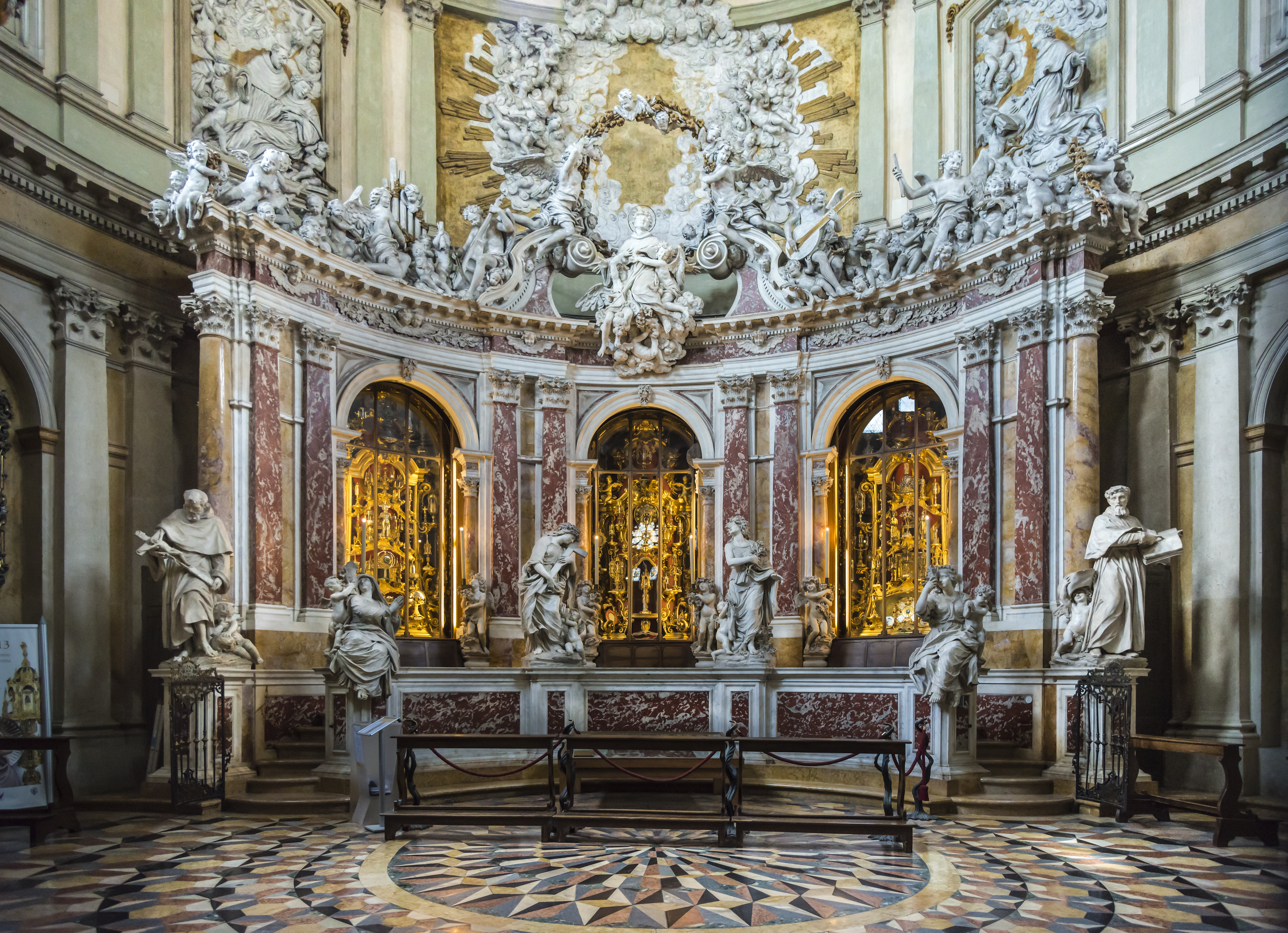
Capilla de las Reliquias (Parodi y asistentes, 1689-1697), basílica de San Antonio de Padua
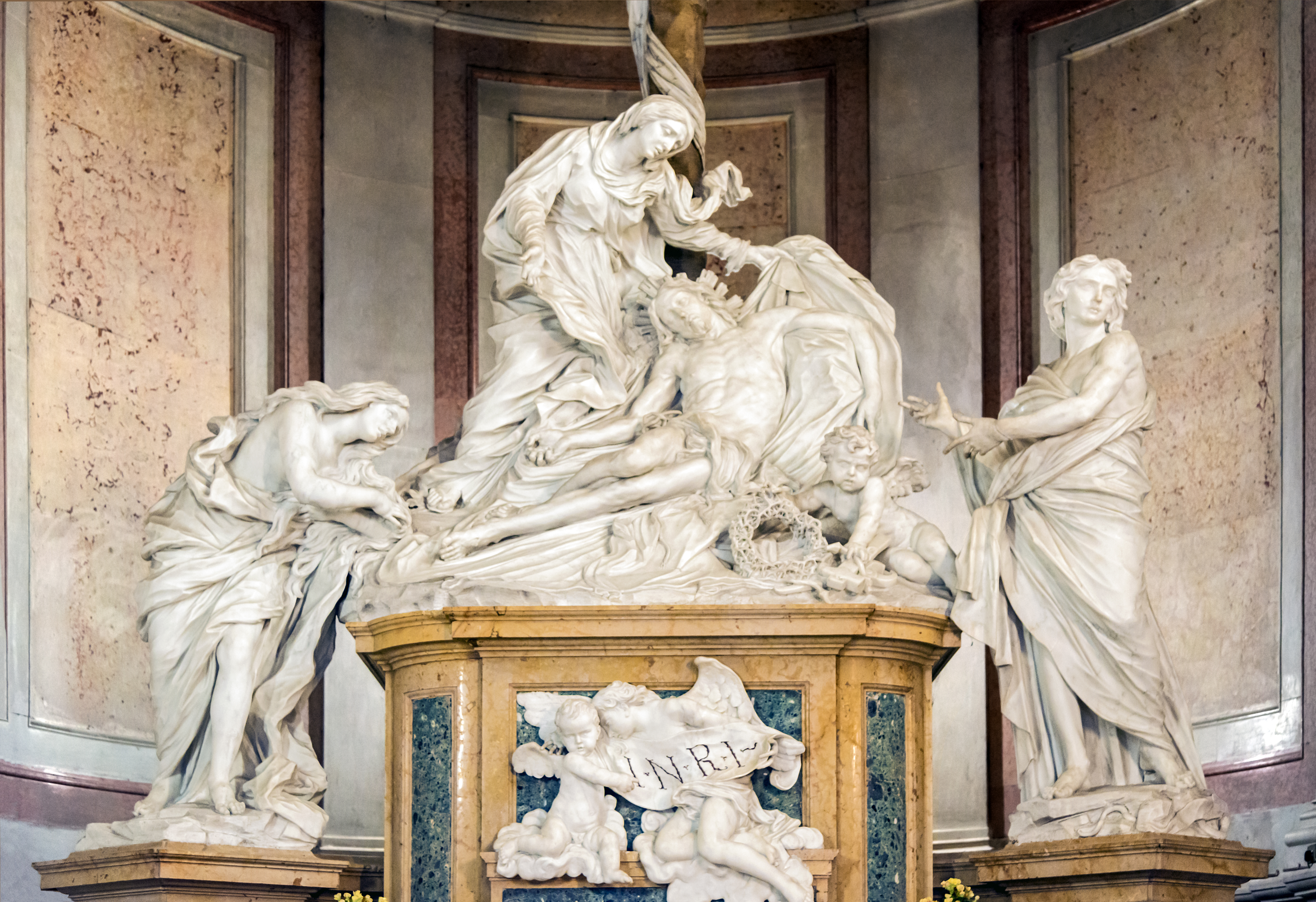
Deposizione di Cristo, S. Giustina en Padova
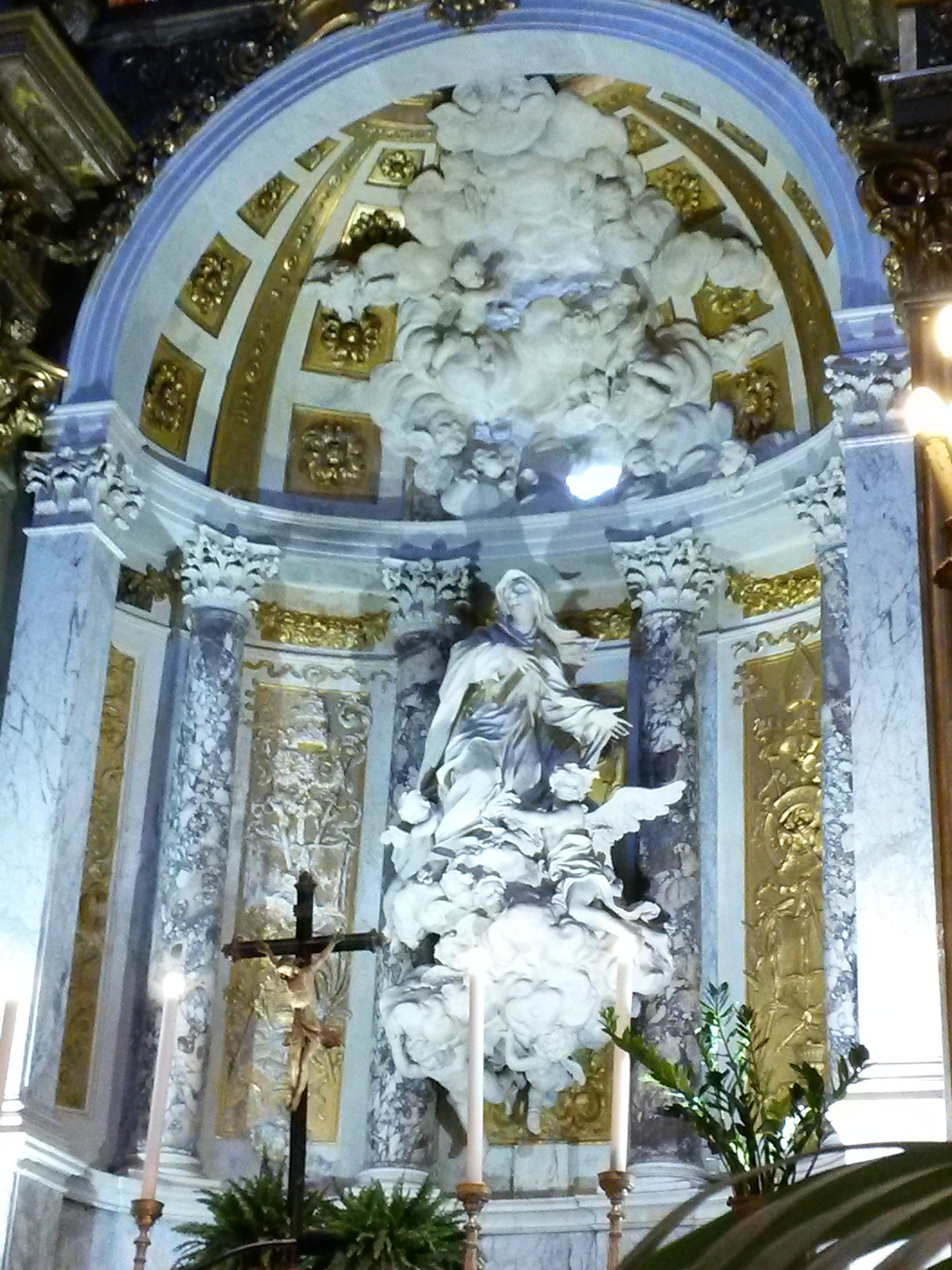
Gloria di s. Marta, en la iglesia del mismo nombre,  en Génova

## Obras

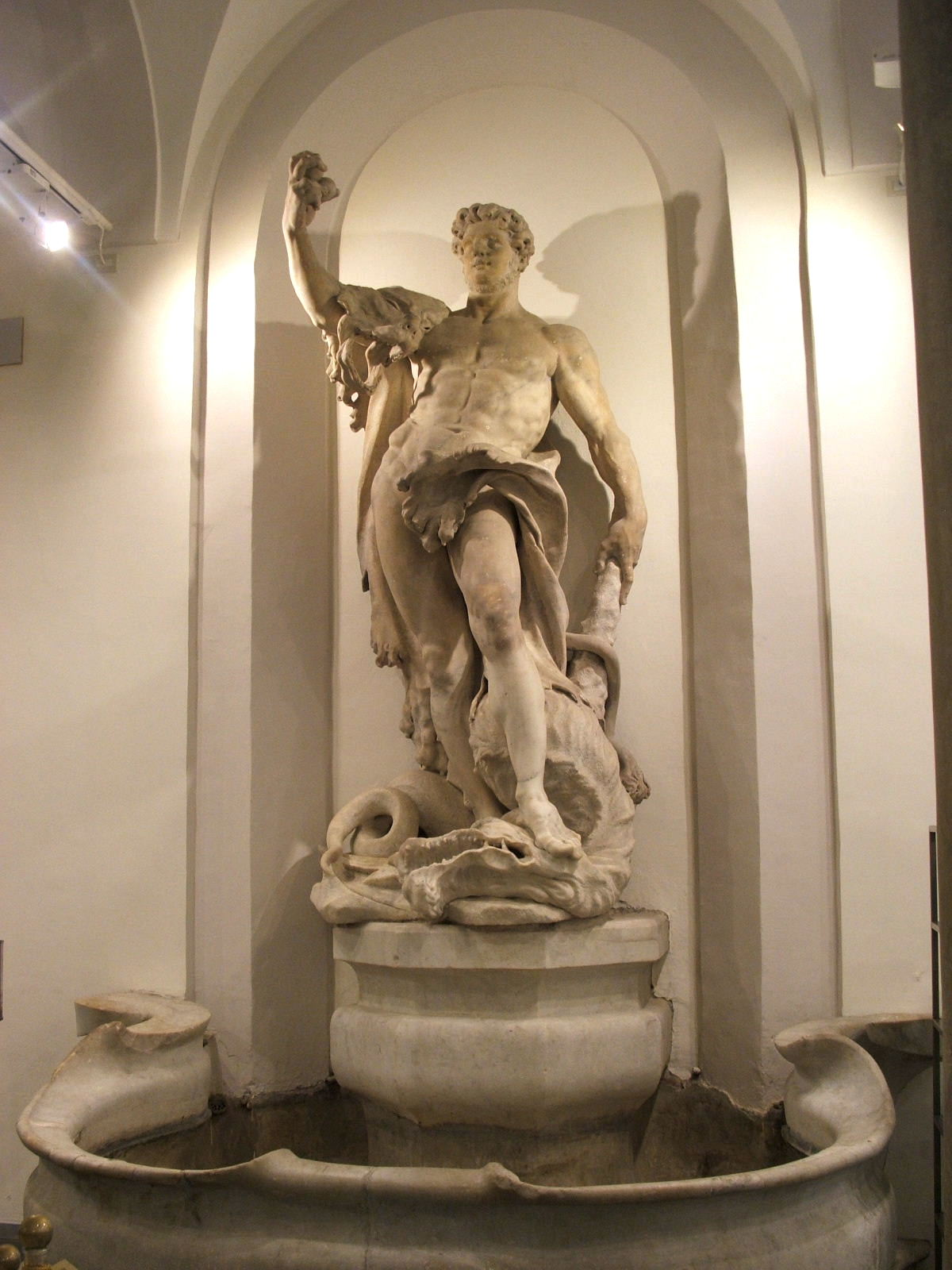
Ercole con in mano i pomi delle Esperidi, en el palacio del Melograno en plaza Campetto, Génova

Además de los ya mencionados, entre sus muchos trabajos se pueden destacar:
- decoración de la nave Paradiso come tallador (1667)
- decoración de carruaje para la boda entre Anna Pamphilj y Giovanni Andrea III Doria (1671)[8]
- dos Tritoni con aquile, palacio Doria de Roma, 1671
- Specchiera con Narciso e Quattro Stagioni, villa Durazzo en Albissola (Savona)
- Madonna del Rosario (1678), primera escultura de mármol documentada, iglesia Parroquial  de Rossiglione Superiore
- Santa Maddalena in gloria, altar mayor, iglesia de Santa Maria Maddalena (Bordighera)[9][10]
- Madonna col bambino, Santuario de Nostra Signora del Santo Sepolcro y de Maria Bambina, Rezzo
- Ercole ien mármol para el patio de palazzo Sauli en Campetto, Génova
- San Giovanni Battista para la basílica de Santa Maria Assunta de Carignano de Génova
- Madonna del Carmine e Angeli, S. Teresa d’Avila e S. Giovanni della Croce (1680), iglesia dei Santi Vittore e Carlo de Génova
- S. Agata, en la iglesia del mismo nombre, en Génova
- Venere, Adone, Giacinto y Clizia, en el palacio Durazzo, hoy Real de Génova
- Busto di Gio Luca Durazzo
- Estatuas de los Apostoli para la iglesia de Nuestra Señora de Loreto en Lisboa, perdidas durante el terremoto de 1755
- Monumento fúnebre del patriarca Gianfrancesco Morosini en la iglesia deS. Nicolò, llamado de los Tolentini (1678), Venecia
- Deposizione di Cristo, comenzada en 1686 para el altar de S. Giustina en Padua
- Monumento a Orazio Secco, en la basílica del Santo en Padua (1686).
- Ritratto a mezza figura del doge Morosini, Museo Correr
- Estatuas de los  Ss. Pietro e Paolo, para la basílica de San Giorgio Maggiore en Venecia* altar de las Reliquias, basílica del Santo en Padua, 1689 - 1694
- púlpito y coro del duomo di Padova
- Gloria di s. Marta, en la iglesia del mismo nombre, en Génova
- San Pancrazio, iglesia de San Pancracio, Génova
- Monumento sepolcrale di Vincenzo Gentile en iglesia de Santa Maria di Castello (Génova) (1694).
- Altar mayor en mármol en el Oratorio del Cristo Risorto (Savona)
- Immacolata (en mármol), 1699, e Cristo deposto (en madera), iglesia de San Luca (Génova)
- Specchiera Brignole, para los Brignole-Sale, atribuido, Palazzo Rosso, Génova
- Bustos alegóricos que representan al  Vizio y a la Virtù, esculpidos por cuenta de Giovanni Adamo Andrea di Liechtenstein y conservados en el Museo Liechtenstein de Viena. El busto que representa al  “Vizio” está inspirado en la obra Anima dannata de Bernini.
- Ragazzo con teschio (Vanità) Ermitage, San Petersburgo
- Inverno, arte de una serie de esculturas que representan las estaciones (Cleveland Museum of Art)